# Đá lửa (trầm tích)
Bài này nói về đá lửa mà loài người đã dùng trong quá khứ để tạo lửa. Các nghĩa khác xem bài Đá lửa (định hướng).

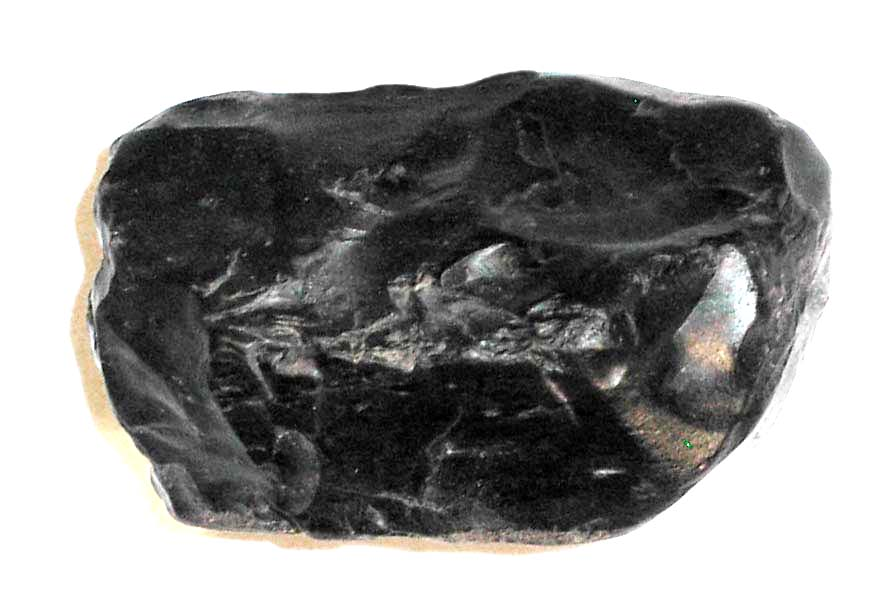
Cục đá lửa trong lớp đá vôi Onondaga, Buffalo, NY. (rộng 3,8 cm)

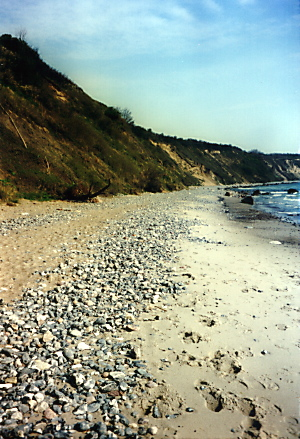
Bãi đá cuội chứa các cục đá lửa bị xói mòn từ các vách đá bằng đá phấn gần đó, mũi Arkona, Rügen.

Đá lửa là đá trầm tích giàu silica có cấu trúc tinh thể kín nhỏ và biểu hiện ngoài giống thủy tinh và là một dạng của thạch anh. Đá lửa thông thường có màu xám sẫm, xanh lam, đen hay nâu sẫm. Nó được tìm thấy chủ yếu dưới dạng các cục hay khối trong đá phấn hay đá vôi.
Là một dạng đá phiến silíc, vật liệu này là một trong những vật liệu được sử dụng phổ biến nhất để sản xuất các công cụ bằng  đá trong thời kỳ đồ đá, do chúng có thể chia ra thành các mảnh mỏng và sắc để có thể làm ra các công cụ giống như dao hay rựa bằng đá (phụ thuộc vào hình dáng) khi chúng bị ghè đập bởi các vật thể cứng khác (chẳng hạn rìu đá được làm từ vật liệu khác). Nó cũng là nguồn khoáng chất chủ yếu để tạo ra lửa kể từ khi con người biết cách tạo ra lửa và còn được sử dụng đối với các loại súng hỏa mai cho đến tận thế kỷ 18. Ngoài ra, nó còn được sử dụng rộng rãi từ thế kỷ 13 cho đến tận ngày nay như là vật liệu để xây dựng các bức tường đá, đặc biệt là tại Anh.
Tại châu Âu, một số đá lửa để chế tạo công cụ tốt nhất có ở Bỉ (Obourg, các mỏ đá lửa ở Spiennes), đá phấn ven bờ eo biển La Manche, lòng chảo Paris, các trầm tích kỷ Sennon? ở Rügen và các trầm tích kỷ Juras của khu vực Kraków ở Ba Lan. Các mỏ đá lửa đã được các nhà khảo cổ học xác nhận là đã khai thác từ thời kỳ đồ đá cũ, nhưng chỉ trở nên phổ biến kể từ thời kỳ đồ đá mới (văn hóa Michelsberg, văn hóa Funnelbeaker).